# Xenochilicola diminuta
Xenochilicola diminuta är en biart som beskrevs av Toro och Harold Norman Moldenke 1979. Xenochilicola diminuta ingår i släktet Xenochilicola och familjen korttungebin. Inga underarter finns listade i Catalogue of Life.